# Discussions
Discussions ist ein Musikalbum des Howard Riley Trio. Die am 29. Dezember 1967 in London entstandenen Aufnahmen erschienen 1968 in einer limitierten Auflage auf dem Label Opportunity. 2015 wurden die Aufnahmen mit zwei früher aufgenommenen Titeln auf Dusk Fire Records wiederveröffentlicht.

## Hintergrund
Nachdem der Pianist Howard Riley nach seinen Studien in den USA (u. a. an der Indiana State University) bei David Baker nach Großbritannien zurückgekehrt war und sich in London niedergelassen hatte, gelang es ihm, etwas freie Studiozeit beim Manager einer Popgruppe einzutauschen und im Gegenzug dafür, ein paar Stücke für diesen zu schreiben. Nachdem dies gesichert war, begann Ende Dezember 1967 die Aufnahme des Albums Discussions; mit dabei der Bassist Barry Guy und der Schlagzeuger Jon Hiseman. Das Material bestand aus Eigenkompositionen und Überarbeitungen von Standards.
Die Wiederveröffentlichung des Albums enthält als Bonus die beiden Stücke „Just One of Those Things“ und „September in the Rain“, die am 2. Oktober 1960 live im Le Grenier Blanc in Huddersfield in Yorkshire (mit Malcolm Kaye, Bass, und Ray Binns, Schlagzeug) aufgenommen wurden. Das Original-Artwork stammt von Barry Guy, dem Bassisten der Studioaufnahme.

## Titelliste
- Howard Riley: Discussions (Opportunity CP.2500)[2]

A1		Sweet and Lovely (Gus Arnheim, Charles N. Daniels, Harry Tobias) 

A2		Romance (Darius Milhaud) 

A3		Nardis (Miles Davis) 

A4		Sunflower (Howard Riley)

B1		Children at Play (Howard Riley) 

B2		Spring Is Here (Rodgers und Hart) 

B3		What’s New? (Bob Haggart, Johnny Burke) 

B4		Folk Theme No. 1 (Howard Riley)
- Howard Riley Trio – Discussions (Dusk Fire Records DUSKCD114)[3]

1. Sweet and Lovely	6:46
2. Romance	2:02
3. Nardis	5:53
4. Sunflower	2:07
5. Children at Play	5:02
6. Spring Is Here	5:57
7. What's New	6:05
8. Folk Theme No. 1	3:16
9. Just One of Those Things Cole Porter 4:19 (Bonus Track)
10. September in the Rain (Harry Warren, Al Dubin) 4:38 (Bonus Track)

## Rezeption
Nach Ansicht von Roger Farbey, der das Album in All About Jazz rezensierte, ist die Tonqualität von „Discussions“ nicht so gut, wie sie hätte sein können, wenn es in einem hochmodernen Aufnahmestudio aufgenommen worden wäre, und nicht in dem Raum in einem umgebauten Haus, in dem die Aufnahmen gemacht wurden. Die tatsächliche Qualität der Darbietungen sei jedoch ganz hervorragend und in Kombination mit einem neuen Remastering sei die Musik fesselnd. Die Bonustracks dienten hauptsächlich dazu, Rileys Entwicklung von einem außerordentlich kompetenten Teenager, der die hier zu hörenden Jazzstandards spielte, zu dem innovativen freien Improvisator zu demonstrieren, der er wurde. Mit dem anfänglichen Vorbehalt bezüglich der Aufnahmequalität gleiche die Musik diesen Mangel mehr als aus und zeige deutlich genug Rileys unbestreitbares Genie.
Auf der Liste der aufstrebenden britischen Jazzmusiker der 1960er-Jahre sei der Name des Pianisten Howard Riley einer der am seltensten erwähnten und doch sei sein Einfluss sowohl als Pianist als auch später als Pädagoge für die aktuelle Generation aufstrebender Jazzmusiker von großer Bedeutung, schrieb Tim Stenhouse (UK Vibe). Von Rileys Eigenkompositionen würde das zart klingende „Sunflower“ mit gestrichenem Kontrabass und quasi-klassischen Tönen hervorstechen, und Rileys Spiel wirke mit seinen Staccato-Linien von Thelonious Monk beeinflusst, während „What’s New“ und das „Folk-Theme No. 1“ in der Form viel freier, mit energischem Schlagzeug von John Hiseman im ersten Stück und kreischendem Improvisationen auf dem Bass im zweiten. Einige der Standards würden direkt auf dem Trio-Ansatz des damaligen Innovators Bill Evans basieren, und „Sweet and Lovely“ zeichne sich durch ein feines Zusammenspiel von Bass und Klavier aus. „Nardis“, ein Lieblingsstück von Evans, werde im höheren Tempo (als gewohnt) dargeboten.